# Kaisma
Kaisma ist eine ehemalige estnische Landgemeinde im Kreis Pärnu mit einer Fläche von 184 km². 2009 wurde sie in die Landgemeinde Vändra eingegliedert, die seit 2017 Teil der Landgemeinde Põhja-Pärnumaa ist.
Kaisma lag im Norden des Landkreises, ca. 60 km von Pärnu entfernt. Die Landgemeinde hatte 566 Einwohner (1. Januar 2010). Neben dem Hauptort Kaisma umfasste sie die Dörfer Kergu, Kõnnu, Metsavere, Metsaküla, Rahkama und Sohlu.
51 % der Fläche waren von Wald bedeckt. Die Landschaft ist von Wäldern und Mooren geprägt.

## Persönlichkeiten
- Friedrich Karl Schmidt (* 1832 in Kaisma; † 1908 in Sankt Petersburg), russisch-baltischer Geologe, Paläontologe und Botaniker